# باسل الكيلاني
باسل كيلاني Basil Kilani (6 أغسطس 1960) هو عداء أردني لمسافات طويلة. تنافس في سباق 5000 متر للرجال في دورة الألعاب الأولمبية الصيفية 1984